# لوك فوستر
لوك فوستر (بالإنجليزية: Luke Foster)‏ (8 سبتمبر 1985 في المملكة المتحدة - ) هو لاعب كرة قدم بريطاني في مركز الدفاع. شارك مع منتخب إنجلترا لكرة القدم C ‏. أما مع النوادي، فقد لعب مع أكسفورد يونايتد وبريستون نورث إيند وستيفيناغ بوروه وشيفيلد وينزداي ونادي روذرهام يونايتد ونادي ساوثبورت ونادي يورك سيتي ونادي سكاربورو وماتلوك تاون ‏ ونادي ستاليبريدج سيلتيك وAlfreton Town F.C. ‏ ولينكولن سيتي أف سي ونادي مانسفيلد تاون ونادي هاروجيت تاون.

## وصلات خارجية
- لوك فوستر على موقع قاعدة بيانات كرة القدم.إي يو (الإنجليزية)
- لوك فوستر على موقع Soccerbase.com (لاعب) (الإنجليزية)
- لوك فوستر على موقع Soccerway.com (الإنجليزية)